# 毛耳山站
毛耳山站位于安徽省当涂县年陡镇，有宁铜铁路经过，邮政编码243102。车站建于1959年:222，2012年建成至塔桥站的复线。该站是宁芜铁路的单复线中间转换站：该站下行直至火龙岗站区间均为复线铁路，上行区间直至南京东站均为单线铁路。本站设有2条正线、4条到发线。

## 概要
该站隶属上海铁路局，是四等站，现办理货运和客运业务。客运每日有芜湖枢纽职工通勤列车停靠，货运仅办理专用线、专用铁路整车货物发到业务，主要办理煤炭、金矿、焦炭、钢铁、非矿等类别货品。
2009年经过车站扩建后设有6条股道。其中一道现为下行正线，二道为上行正线，3-6道为站线。车站设有通往马钢姑山铁矿、长江钢铁股份和当涂发电有限公司的专用线。其中姑山铁矿建于1959年，全长12千米:223。电厂专用线建于2012年，连接塔桥站和大唐电力当涂电厂，全长4.5千米。